# Paris–Roubaix 1902

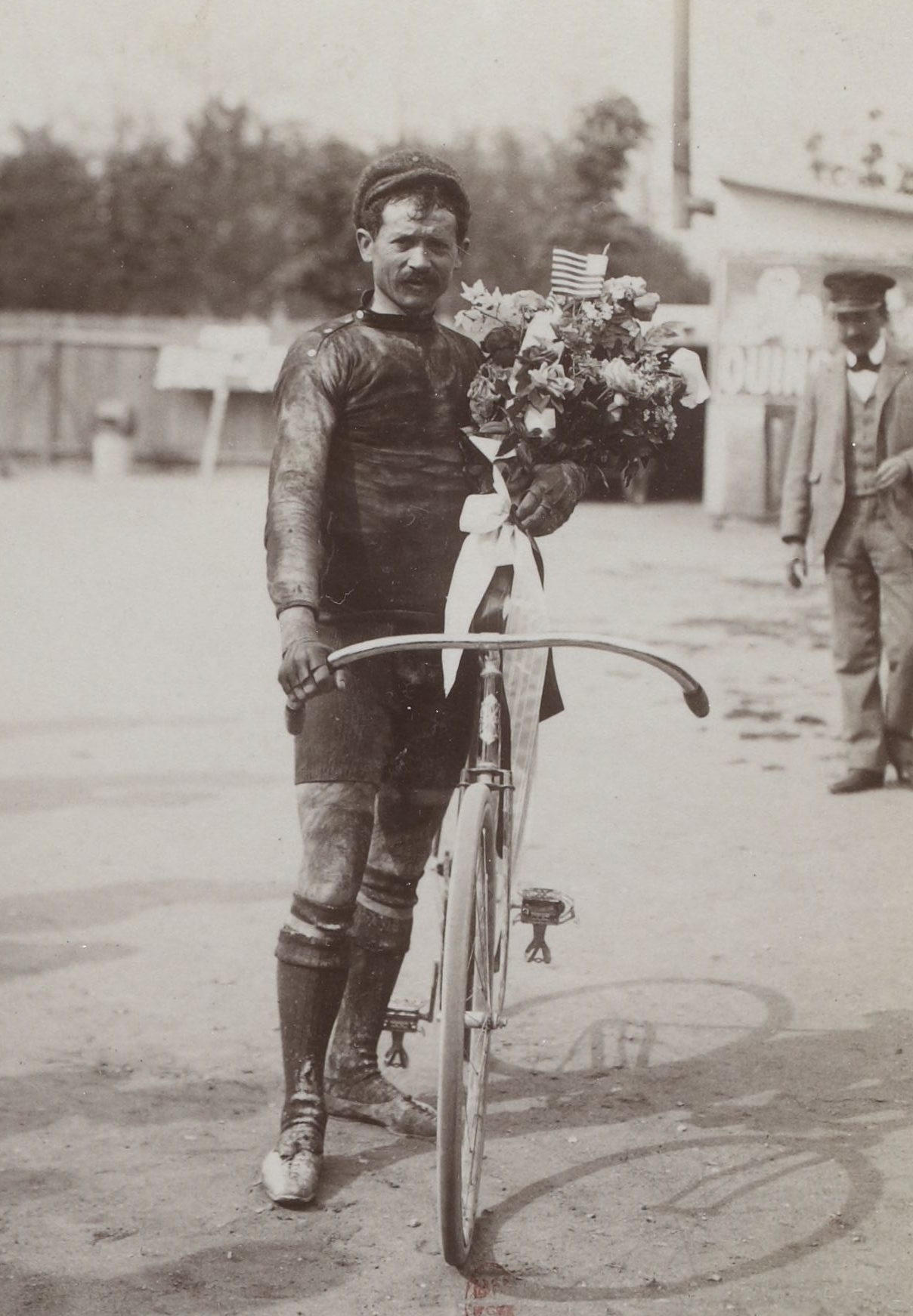
Lucien Lesna (hier als Sieger von Bordeaux–Paris 1901)

Das Eintagesrennen Paris–Roubaix 1902 war die siebte Austragung des Radsportklassikers und fand am Sonntag, den 30. März 1902, statt.
Das Rennen ging von Chatou aus über 268 Kilometer, und die Fahrer wurden von motorisierten Schrittmachern geführt. Es starteten 50 (oder 53) Radrennfahrer, von denen 31 das Ziel erreichten. Der Sieger Lucien Lesna absolvierte das Rennen mit einer Durchschnittsgeschwindigkeit von 25,088 Kilometern pro Stunde. Es war sein zweiter Sieg nach 1901.